# Општина Шиеу-Одорхеј (Бистрица-Насауд)
Шиеу-Одорхеј (рум. Şieu-Odorhei) општина је у Румунији у округу Бистрица-Насауд.
Oпштина се налази на надморској висини од 315 m.